# Ataka (cannoniera)

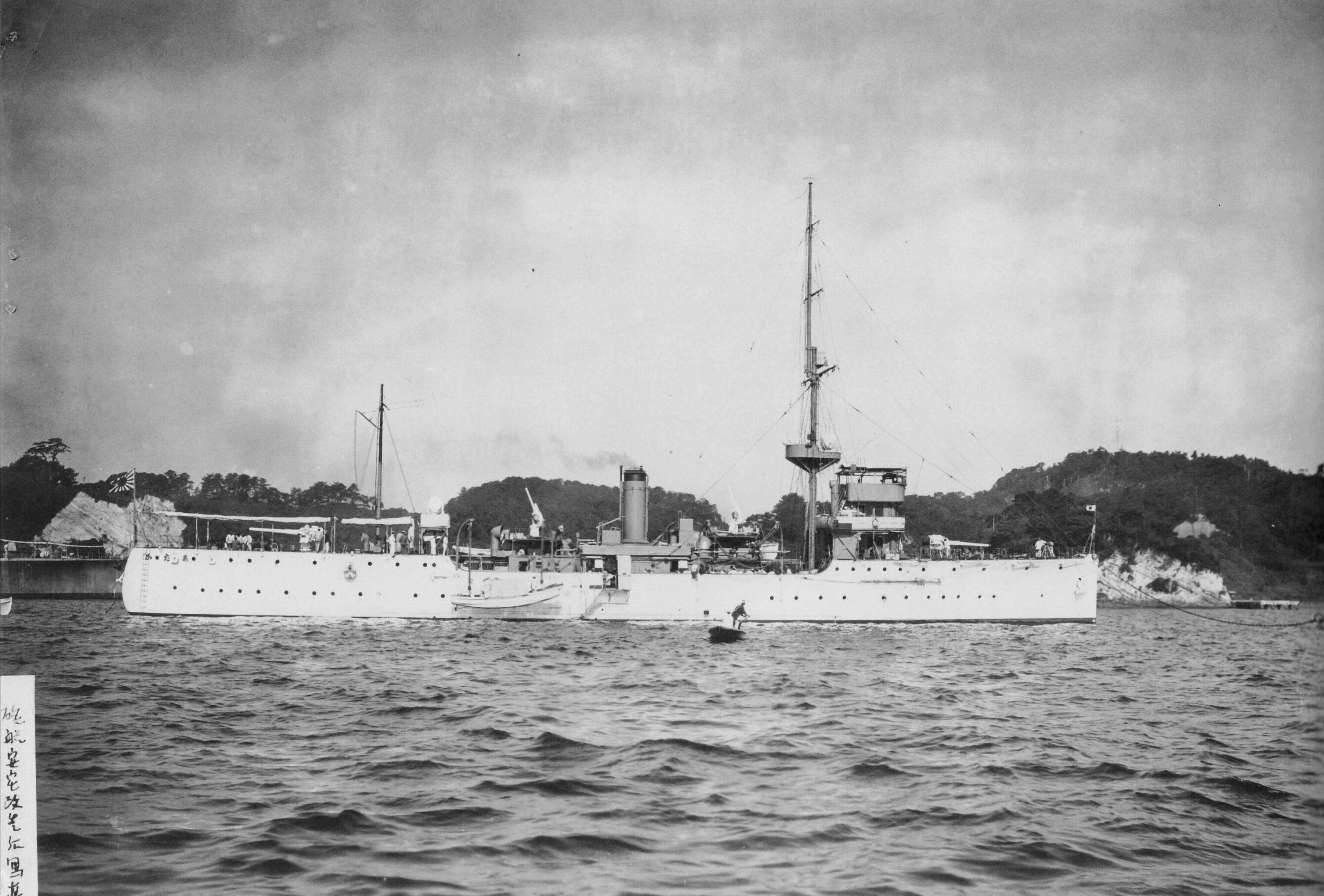
La nave nel 1922.

L'Ataka (安宅) era una cannoniera fluviale della Marina imperiale giapponese che operò sul fiume Yangtze in Cina nel corso degli anni 30, e durante la seconda guerra sino-giapponese.
Il 20 maggio del 1933 l'Ataka venne incorporata nella 3ª Flotta come ammiraglia dell'11º Gruppo (Sentai) Cannoniere (sostituita in tale ruolo nel 1937 dalla Yaeyama).
Durante la seconda guerra sino-giapponese ebbe base a Shanghai, per poi essere trasferita alla Marina della Repubblica di Cina terminato il conflitto.
Venne affondata a Wuhu da aerei nazionalisti il 24 settembre 1949.